# Emmauszi vacsora

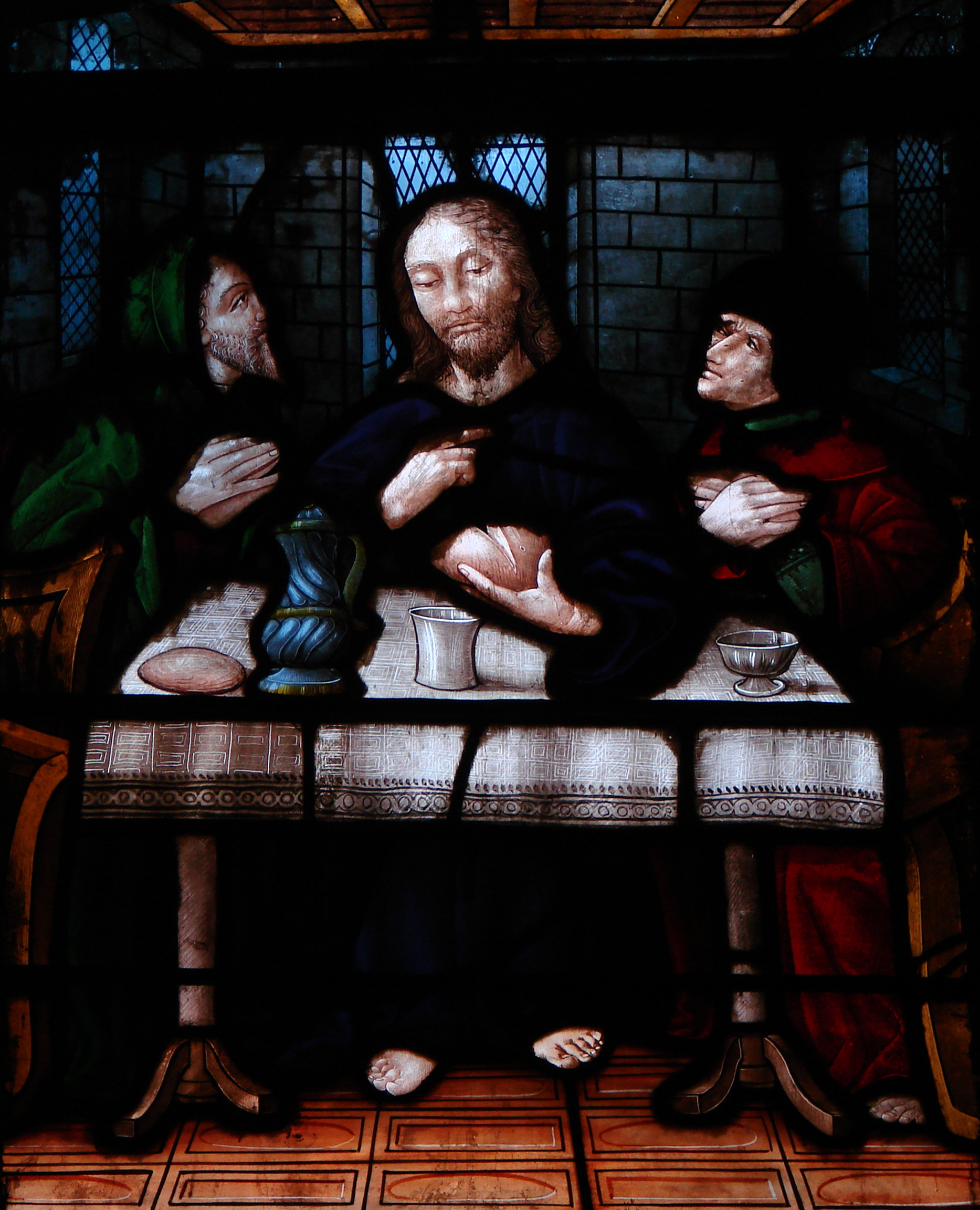
Az emmauszi vacsora, reneszánsz üvegablak (1510, auch-i katedrális, Franciaország)

Az emmauszi vacsora Jézusnak a feltámadása utáni egyik megjelenését leíró történet Lukács evangéliuma 24. fejezetében (13-35). Eszerint a feltámadt Jézus megjelent két tanítványának, amikor azok éppen Emmausz felé tartottak. A szemüket azonban „valami lefogta úgy, hogy nem ismerték fel őt” – ez az emmauszi tanítványok találkozása. Később a közösen fogyasztott vacsora során „megnyílt a szemük, és felismerték őt”.
A későbbi korokban mindkét jelenet kedvelt témája volt a képzőművészetnek, így például a Jézus életének eseményeit bemutató gótikus és reneszánsz festett oltároknak és freskósorozatoknak.

## Egyházi, népi emlékezete
Német területen elterjedt régi népszokás volt az Emmausz-járás, amelyet húsvét hétfőjén tartottak.

## A művészetekben

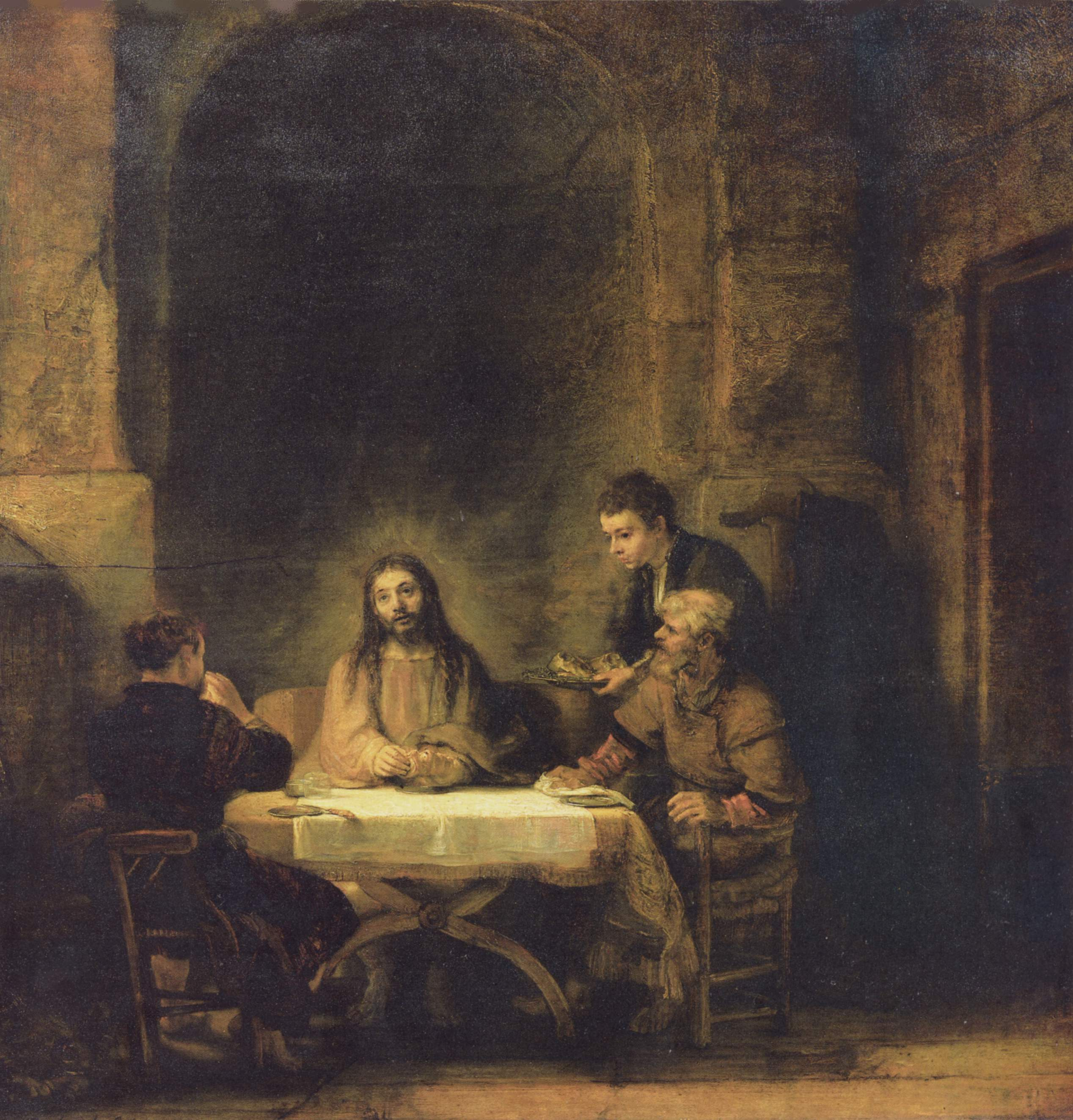
Rembrandt: Az emmauszi vacsora (1648)

Az emmauszi vacsorát többek között a következő művészek festették meg:
- Jacopo Bassano
- Caravaggio: Emmauszi vacsora (1601), Az emmauszi vándorok (1606)
- Vittore Carpaccio
- Philippe de Champaigne
- Albrecht Dürer
- Jacob Jordaens
- Pedro Orrente
- Jacopo Carucci Pontormo: Az emmauszi vacsora
- Rembrandt: Krisztus Emmauszban (1628), Az emmauszi vacsora (1648)
- Tintoretto: Az emmauszi vacsora (a budapesti Szépművészeti Múzeumban)
- Tiziano
- Velázquez
- Paolo Veronese: Az emmauszi vacsora (1560)